# Ђорђе Балашевић
Ђорђе Балашевић (Нови Сад, 11. мај 1953 — Нови Сад, 19. фебруар 2021) био је српски и југословенски кантаутор, књижевник и сценариста. Био је члан група Жетва и Рани мраз, а 1982. започео је соло каријеру. Укупно је објавио 12 албума. Глумио је у неколико телевизијских серија, за које је писао и музику.
Сингл Рачунајте на нас, из периода док је био члан Раног мраза, постигао је велику популарност у бившој Југославији и остао је веома популаран међу свим народима Југославије. Током 1990-их био је велики критичар политике Слободана Милошевића. Сматра се једним од највећих кантаутора на просторима бивше Југославије који је оставио немерљиво дубок траг у музици и поезији ових простора.

## Биографија
Ђорђе Балашевић је рођен 11. маја 1953. године, у Новом Саду, у породици оца Јована Балашевића и Веронике Доленец, из Расиње код Копривнице у данашњој Хрватској. По писању хрватског магазина „Мољац”, Балашевићев деда Ђока се презивао Балашев, али је 1941. године за време Другог светског рата, из страха „да ће га Мађари помађарити” додао наставак „ић”, карактеристичан за српска презимена.
Балашевић је одрастао у Новом Саду, у кући у улици Јована Цвијића, у којој је живео са супругом Оливером (рођ. Савић, у Зрењанину 1959) и троје деце (најстарија Јована  (глумица) — Лола, средња Јелена — Беба и најмлађи-Алекса (менаџер)). Песме је почео да пише у основној школи, а сањао је да постане фудбалер.
Гимназију је напустио у трећем разреду, јер није волео математику, физику и хемију, али је успео да матурира као ванредни ученик. Положио је пријемни испит за студије географије али никада није дипломирао. 
Музичку каријеру почиње 1977. године када се придружио групи Жетва.

## Музичка каријера

### Жетва и Рани мраз
Године 1977. приступа акустичарској групи „Жетва” са којом, исте године снима хит песму „У раздељак те љубим” и остварује свој први успех. Сингл је продат у више од 180.000 копија, што је био велики успех за југословенске стандарде.
Наредне године напушта бенд у коме се афирмисао и са Верицом Тодоровић оснива групу „Рани мраз” са којом наступа на фестивалу у Опатији, са песмом „Прва љубав”. Током те године снима неколико хит песама и са њима остварује велике тираже и доживљава потпуну афирмацију.
Пред само снимање песме „Рачунајте на нас”, придружују им се бивши чланови групе Сунцокрет, Биљана Крстић и Бора Ђорђевић. Песма је постала врло популарна међу властима и међу народом, и представљала је својеврсну химну генерације. Након само два месеца сарадње, групу је напустио Ђорђевић, пошто је уочио разлике у ауторском сензибилитету између себе и Балашевића, и формирао групу Рибља чорба. Групу је напустила и Верица Тодоровић, па су Биљана и Балашевић снимили први албум Раног мраза „Мојој мами уместо матурске слике у излогу”. Балашевић је још као тинејџер био велики поштовалац Корни групе, тако да комплетну продукцију и аранжмане албума „Мојој мами уместо матурске слике у излогу” поверава бившим члановима Корни групе.
На фестивалу у Сплиту 1979. године, Балашевић је освојио прву награду са песмом „Панонски морнар”, своју популарност потврђује са осам распродатих концерата у београдској дворани Дома синдиката. 
Током 1980. године, служио је ЈНА у Загребу и Пожаревцу, где је снимио ТВ серију Војници. Крајем године изашао је албум „Одлази циркус”, последњи албум групе Рани мраз. Албум је потврдио Балашевићев статус и донео хитове као што су „Прича о Васи Ладачком” и „Живот је море”.

### Соло каријера
Почетком 1982. године започиње соло-каријеру албумом Пуб са којим бележи запажен успех. У ТВ серији Поп Ћира и поп Спира тумачи запажену улогу берберина Шаце. У зиму следеће године први пут пуни београдски Сава центар. Затим следи плоча под називом „Целовечерњи тхе Кид” снимљена 1983. године. Мелодија насловне нумере која је снимљена и на енглеском језику, је инспирисана фолклором Мексика. Априла 1985. године, снима изузетно запажен албум 003. на коме се истакла песма Словенска. Ову плочу је продукцијски урадио као и претходну Јосип Бочек. Наредне, 1984. године у сарадњи са ТВ Нови Сад снима и ТВ филм под истоименим називом „Целовечерњи Кид”.
Са следећим албумом Бездан, Балашевић формира екипу која ће му убудуће бити редовна студијска и концертна потпора. За продукцију плоче је задужен Ђорђе Петровић, аранжмани су поверени клавијатуристи Александру Дујину. Ђорђе Балашевић наглашава да најплоднији период његовог стваралаштва отпочиње овим албумом. На Универзијади у Загребу 1987. године, певао је са групама Рибља чорба, Парни ваљак и Леб и сол. Следећи албум „Панта реи” прати изузетно лоше критике, које се подударају са тешким периодом кроз који је новосадски кантаутор у приватном животу прошао. Ипак на овом албуму се издваја једна од Балашевићевих најлепших балада „Једном…”
Наредна плоча, „Три послератна друга”, која је добила поднаслов „Музика из истоименог романа” и коју Балашевић снима 1989. године, прати радњу истоименог романа и бележи велики успех. На поменутој плочи, која је доживела добре критике, и веома добро прошла код публике, налази се једна од најлепших балада које је Балашевић снимио — „Д-мол”. У време док почињу ратна збивања у СФРЈ 1991. године, на тржиште излази албум „Марим ја…”. Овај албум остаје упамћен по изузетно добрим текстовима, носталгичним нотама, по песмама „Неверник”, „Дивљи бадем”, „Рингишпил”…
Те исте јесени Балашевић је имао своју колумну у Радио-ТВ Ревији. У овој колумни, док бесни рат на простору тада већ бивше СФРЈ, Балашевић прави веома оштре и критичке осврте на сва актуелна, претежно политичка дешавања у земљи. Ратне године проводи склоњен од јавности, избегавајући мобилизацију. Крајем 1993. године снима албум „Један од оних живота”; албум излази у време тешке економске кризе, а песме су инспирисане ратним трагедијама. Тих година Балашевићеви концерти постају прва јавна чистилишта, будући да на њима износи веома оштре конотације на рачун актуалне власти, са јасним опозиционим ставовима.
После мало дуже паузе 1996. године, објављује албум под називом „Напослетку”. Нове песме снимљене су углавном на акустичним инструментима уз учешће гудача Светог Ђорђа. Од инструмената су употребљивани фагот, обоа, труба и виолина које на веран начин дочаравају атмосферу Балашевићевих стихова.
Други роман објављује 1997. године. И у њему Балашевић прати свој претпоследњи албум — „Један од оних живота”. Роман постиже изузетно добре критике. А 2000. године Балашевић објављује политички албум под насловом „Деведесете”. На том албуму он даје јавну осуду једног изгубљеног времена за једну генерацију. Уместо на носталгичне и љубавне песме на које је навикао своју публику, на овом албуму је остала забележена песма „Живети слободно” која уједно и представља химну петооктобарских промена у којима је и Балашевић имао своје активно учешће.
Љубавне песме које су изостале са претходног албума у пуној мери су надокнађене крајем 2001. године., када је снимљен албум „Дневник старог момка” који је посветио својој супрузи Ољи. Наиме, свака од 12 песама на албуму носи назив једног женског имена, а комбинацијом почетних слова тих имена добија се право значење овог албума „Оља је најбоља”. 2004. године снима изузетно добар албум који носи назив своје прве групе Рани мраз. Запажено учешће у овом албуму има група Апсолутно романтично.
Живео је и радио у Новом Саду, а држао је врло посећене концерте у многим градовима бивше Југославије. Одржао је 24. маја 2013. велики концерт у Београду, на Калемегдану.
Био је ожењен супругом Оливером и имао ћерке Јовану и Јелену и сина Алексу. Живео је у Новом Саду.
Његове три песме, „Дрвена песма”, „Де мол”, „Девојка са чардаш ногама”, уврштене су у уџбенике за основну школу у Србији.
Балашевићеве песме Наопака бајка, Човек са месецом у очима и Неки нови клинци уврштене су у Антологију српске поезије приређивача Ненада Грујичића.
Иван Ивачковић  је о њему написао књигу Панонски адмирал (Емоционални водич кроз дискографију Ђорђа Балашевића).

## Фестивали

### Омладина, Суботица
- Рачунајте на нас (са групом Рани мраз), '78

Опатија
- Моја прва љубав, награда за најбоље дебитанте фестивала (са групом Рани мраз), '78
- Песма о једном петлу, '82

### Загреб
- Марина (Вече шансона), '78

### Сплит
- Панонски морнар, победничка песма и награда за текст (Вече далматинске шансоне, са групом Рани мраз), '79[15]

## Политика
Године 1978. Балашевић је снимио песму „Рачунајте на нас”, која је била незванична химна Титове омладине. Та песма је поручивала старијој генерацији да ће млади следити револуционарни комунистички пут, који су зацртали старији револуционари на челу са Титом. Након смрти Јосипа Броза објавио је и песму „Три пут сам видео Тита”. Био је познат по надимку „Титов омладинац”. Балашевићев занос је касније прешао у разочарање и резигнацију (песма „Реквијем” из 1988). Због песме „Рачунајте на нас” су га током деведесетих многи нападали да је титоиста и југоносталгичар у неком ружном контексту те речи, на шта је он одговорио на њему својствен, хумористичан начин: „Људи, ја сам ту песму написао пре 20 година, да сам тад убио Тита до сад бих изашао…”.
Јавно се супротстављао режиму Слободана Милошевића, држао култне новогодишње концерте у Сава центру и био амбасадор добре воље Високог комесаријата УН за избеглице. Након пада Милошевићевог режима, престао је да се политички експонира, све до 2008. године када је на председничким изборима подржао Бориса Тадића и учествовао у његовој предизборној кампањи.

## Смрт
Балашевић је у новембру 2019. године преживео инфаркт миокарда и уграђени су му стентови. Он је оболео од ковида 19 у фебруару 2021. Био је на кућноме лечењу све до 16. фебруара када му се погоршало здравствено стање те је примљен у Инфективну клинику КЦ Војводине. Три дана касније, 19. фебруара преминуо је од последица упале плућа коју је изазвао вирус корона.
Град Нови Сад је на својој територији прогласио дан жалости на дан његове сахране, 21. фебруара. Испраћен је у кругу породице уз тамбураше. Комеморација, на жељу породице, није била одржана. У понедељак 22. фебруара Град Нови Сад је организовао манифестацију „Дан када је Ђоле препливао Дунав” на Кеју жртава Рације као последњи опроштај од симбoла града. На догађају је било више десетина хиљада људи, пре свих из Новога Сада, али из целе Србије.

### Реакције
На вест о смрти Балашевића реаговала је јавност свих држава некадашње СФРЈ. У његовом родном граду Новом Саду, у средишту града паљене свеће, на Градској кући су била угашена светла, испред његове куће су се такође окупили пријатељи и обожаваоци, а у Загребу су око свећа написали бећарац на ћириличкоме писму у част његове песме „Стих на асфалту” која почиње: „Да ми је још једаред проћи Илицом, па да бећарац нашврљам ћирилицом." У Пули су, поред Градске библиотеке, на железничкој станици свећама одали почаст јер управо ту, у песми „Опрости ми, Катрин”, „чекао аутобус и свирао гитару”.
Градска већница у Сарајеву је била осветљена у част Балашевића. И у неколико црногорских градова грађани су паљењем свећа и полагањем цвећа одали почаст Ђорђу Балашевићу. Плакат са натписом најлепше песме певао си нашем граду, последњи поздрав панонском морнару, постављен је на улазу у Цетиње. Грађани Скопља окупили су се на платоу испред Универзалне сале да би одали почаст Балашевићу. На скупу названом Скопље за Балашевића на великом видео платну су емитоване фотографије познатог музичара, док су се у позадини чули његови највећи хитови. Балашевићу су одали пошту и становници Сплита који су се у великом броју окупили на Перистилу. Певали су његове песме, палили свеће, остављали поруке с омиљеним Балашевићевим стиховима.
Тада новоизабрани патријарх српски Порфирије, иначе рођени Бачванин, поводом смрти овога певача истакао је да „молитвама узвраћам на ту неограничену количину љубави за све лепо, благо и питомо, попут бачке равнице нашег Ђолета.” Недељу дана касније, патријарх српски Профирије је поново алудирао на Балашевића (и култну песму „Рачунајте на нас”) када је посетио Мајске Пољане, место насељено Србима у Хрватској које је страдало у земљотресима крајем 2020. Он је окупљеним мештанима рекао: „Рачунајте на нас... и на све људе добре воље.”
Основна школа „Бранислав Нушић” у Доњој Трнави посадила је 68 багрема у Балашевићеву част и његове песме „Не ломите ми багрење”, направивши тиме „Ђолетов парк”.
Новосадска ТВ серија Државни посао у епизоди „Одлази циркус” дала је епитаф Балашевићу после смрти. Иако на крају нема тачне напомене (као у случају епизоде „Одлази циркус”), епизода „Нема карата” која је изашла у етар 17. јануара 2020. (тачно годину, месец и два дана пред смрт), такође је великим делом посвећена овом новосадском уметнику. Дијалог у епизоди „Нема карата” почиње Бошкићевим питањем „Је л' неко умро?”, а одговор Чваркова је: „Јесте, Нови Сад!” Девет дана пре смрти, емитована је епизода под насловом „Рачунајте на нас” насловљена по истоименом хиту из 1978. Новембра 2016 је емитована епизода под насловом „Чепај, чепај”, који је преузет из текста за песму Шугар реп.

## Албуми

### Рани мраз
- Мојој мами место матурске слике у излогу — 1979
- Одлази циркус — 1980

### Соло каријера
- Пуб — 1982
- Целовечерњи тхе Кид — 1983
- 003—1985
- Бездан — 1986
- Панта реи — 1988
- Три послератна друга — 1989
- Марим ја — 1991
- Један од оних живота — 1993
- Напослетку — 1996
- Деведесете — 2000
- Дневник старог момка — 2001
- Рани мраз — 2004

## Текстови за друге певаче
Он је писао текстове и за друге певаче. Неке од тих песама су постале хитови:

### Кики Лесендрић
- Олтар
- Увек те ђаво лакше нађе него ја
- Буди ту кад падне снег

### Здравко Чолић
- Због тебе
- Мађарица
- Кажеш да ти некад изгледам ко Дунав
- Вала вријеме је
- Ничији и свачији
- Злочин и казна
- Бембаша
- Свадбарским сокаком
- Код три бијесна брата
- Сачувај ме Боже њене љубави
- Анђела

### Биља Крстић
- Он ме воли
- Чарли
- Ти ниси човек из мојих снова
- Савршени љубавник
- Превари вечерас друштво са мном
- Чудни
- Биљка
- Летња песма

### Франо Ласић
- Пјесма звана збогом
- Остани још мало

### Други извођачи
- Зима у Будимпешти (Ђорђе Марјановић)
- Између некад и сад (Мики Јевремовић)
- Хороскоп (Хеј, који си знак...), Ђачко Доба (Неопланти)
- Дајте ми вина (Гиба и Орфеј)
- Кољо Што Го Викат Топ (Владо Јаневски и Игор Џамбазов)
- Живот је море (Арсен Дедић)
- Живот је једносмјерна цеста (Јадранка Стојаковић)
- Нон Стоп (Сребрна Крила)
- Египћанка и Прича о Боби Владачком (Индексово позориште)
- Када те дроге спусте (СКРОЗ)
- Мађарица (Жељко Самарџић)
- Ханесанген (Влада Канић)
- Сан (Ли-Ман)
- Ратник паорског срца (Мирослав Илић)
- Одлази циркус (Дина Ризвић)

## Филмографија
| Год.  | Назив                | Улога          |
| ----- | -------------------- | -------------- |
| 1979. | Кост од мамута       | Миле           |
| 1980. | Полетарац            |                |
| 1980. | Било, па прошло      | музичар        |
| 1981. | Војници              | Стојшин Лала   |
| 1982. | Поп Ћира и поп Спира | Шаца           |
| 1982. | Улични певачи        |                |
| 1983. | Целовечерњи тхе Кид  |                |
| 1984. | Војници              | Стојшин Лала   |
| 1988. | Специјална редакција | Сава Ладачки   |
| 2010. | Као рани мраз        | Атаман Данилов |

## Књиге
- Рачунајте на нас — 1980
- Три послератна друга — 1991
- И живот иде даље (све даље одавде) — 1993
- И од два-три акорда (јер ни не умем боље ја) — 1995
- Један од оних живота — 1997
- Додир свиле — 1998
- Као рани мраз — 2006
- Календар мог детињства, први део — 2017
- Књига које нема — 2018
- Календар мог детињства, други део — 2023